# Asia News Network
O Asia News Network (ANN) é uma rede de jornais diários  asiáticos que compartilham o conteúdo editorial uns com os outros, incluindo notícias, artigos de fundo, editoriais e perfis de personalidade. O ANN foi formado em 1999, em Manila no Asian-German Editors Forum, organizado pela Fundação Konrad Adenauer e, desde então subsidiado.
ANN tem sede nos escritórios da Nation Multimedia Group  em Bangkok. Além de um site, que produz uma revista semanal, chamada AsiaNews, com o conteúdo de seus membros, bem como da própria equipe da revista.
Wong Chun Wai, editor e diretor de The Star, é o presidente da organização para 2012/2013.

## Membros Efetivos
- Bangladesh - The Daily Star
- China - China Daily
- Índia - The Statesman
- Indonésia - The Jakarta Post
- Japão - The Daily Yomiuri
- Malásia - Sin Chew Jit Poh
- Malásia - The Star
- Nepal - The Kathmandu Post
- Filipinas - Philippine Daily Inquirer
- Coreia do Sul - The Korea Herald
- Sri Lanka - The Island
- Singapura - The Straits Times
- Taiwan - The China Post
- Tailândia - The Nation
- Vietnã - Việt Nam News